# Cadeia e Fórum de Ilhabela

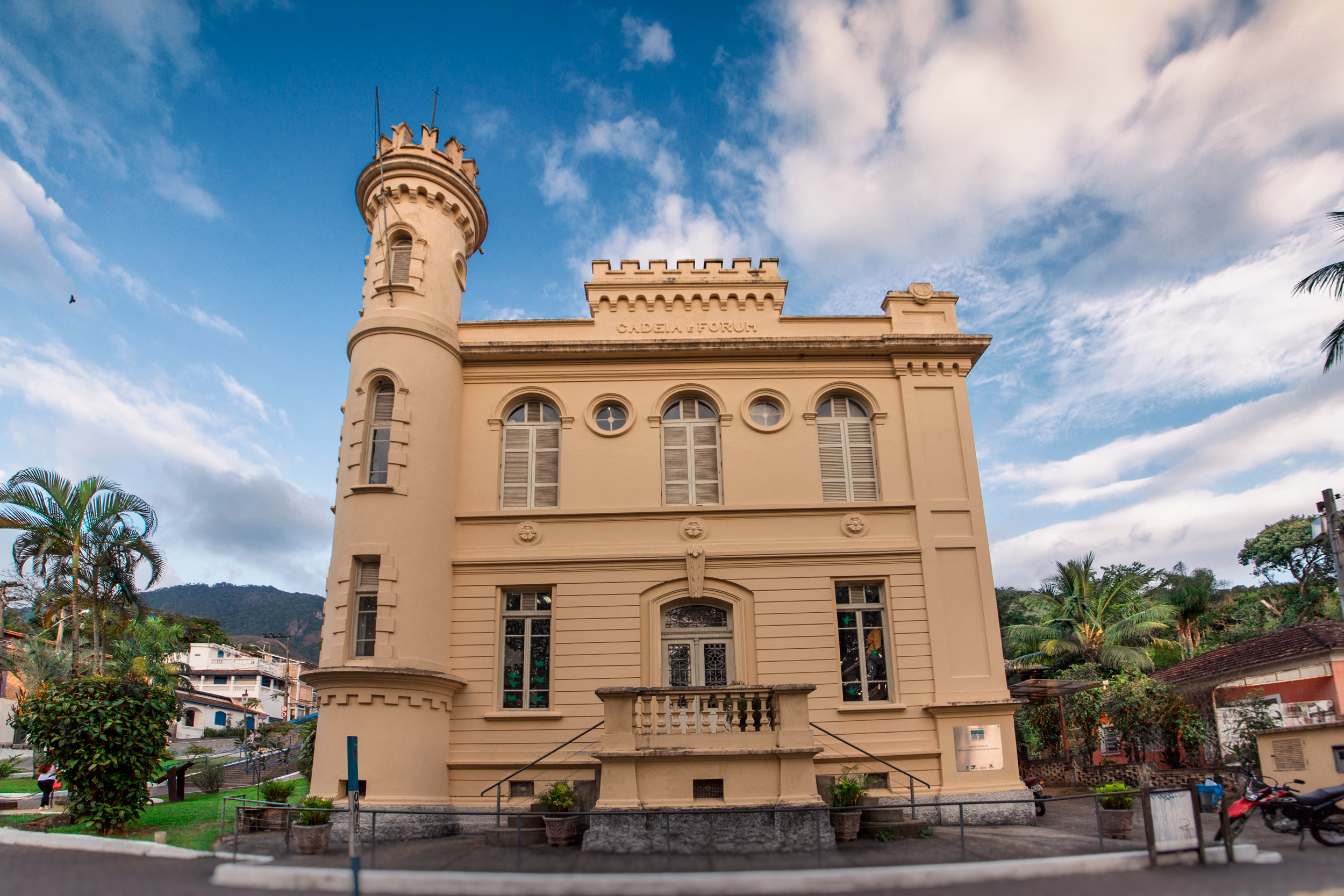
Vista da fachada frontal em estilo eclético do edifício

A Cadeia e Fórum de Ilhabela é uma construção do início do século XX localizada na cidade de Ilhabela, no estado de São Paulo. A edificação está tombada pelo Condephaat desde 31 de agosto de 2001, através da resolução de tombamento nº 48.

## Histórico
O edifício em estilo eclético teve seu projeto concluído em 1913, realizado pelo projetista da então Secretaria de Viação e Obras Públicas, o italiano Giovanni Batista Maroni. Segundo um relatório daquela secretaria, o edifício só fio finalizado em 1914.< No térreo funcionava a cadeia e no piso superior, o fórum, com salas para o juiz, as testemunhas e o tribunal do júri. O edifício já foi sede da Fazenda Inglesa e da Câmara Municipal do município e desde 2006 é sede e Centro de Interpretação Ambiental do Parque Estadual de Ilhabela.

## Arquitetura
O edifício apresenta elementos característicos da arquitetura eclética, especificamente ecletismo historicista, definido pelo professor Carlos Lemos. Foram construídos dois pavimentos, além do porão. Uma faixa de pedra rebocada ornamenta a base do prédio até nível das janelas do porão. A fachada do pavimento térreo é frisada horizontalmente e é separada da fachada do pavimento superior por uma faixa de cimalhas com relevos em formato de flores. A fachada do pavimento superior é lisa, exceto pelas molduras das janelas.
Na fachada principal, acima da platibanda e sobre a porta principal, há um frontão com uma sequencia de ameias e uma inscrição Cadeia e Forum. A torre cilíndrica salienta-se de um dos cunhais e também se eleva acima da platibanda. É coroada por uma série de ameias que ocultam o topo em cúpula da sala de vigia.
As janelas do piso térreo são retas e possuem grades nas salas que eram reservadas às celas. No piso superior, as janelas são em arco pleno e possuem venesianas. A escadaria de acesso é dupla e possui uma balaustrada em frente à soleira da porta. A moldura em bossagem da porta cobre o umbral e a verga de arco abatido e possui um trabalho em relevo sobre a aduela.